# Georg Lippert
Georg Lippert (* 27. Jänner 1908 in Wien; † 14. Oktober 1992 ebenda) war ein österreichischer Architekt.

## Leben
Lippert stammte aus einer bildungsbürgerlichen Hietzinger Familie mit Tiroler Wurzeln. 1920 verbrachte er einen Erholungsaufenthalt in Schweden. Von 1919 bis zur Matura 1927 besuchte er das Gymnasium Fichtnergasse, anschließend studierte er an der Technischen Hochschule Wien Architektur.
Georg Lippert legte 1931 die Diplom-Prüfung ab, studierte aber – nicht zuletzt aufgrund der Weltwirtschaftskrise und der damit verbundenen geringen Berufsmöglichkeiten für Architekten – bis 1934 weiter in der Meisterklasse von Clemens Holzmeister an der Akademie der bildenden Künste Wien. 1938 trat er der NSDAP bei. Der Prähistoriker Andreas Lippert ist sein Sohn.

## Berufliches Schaffen

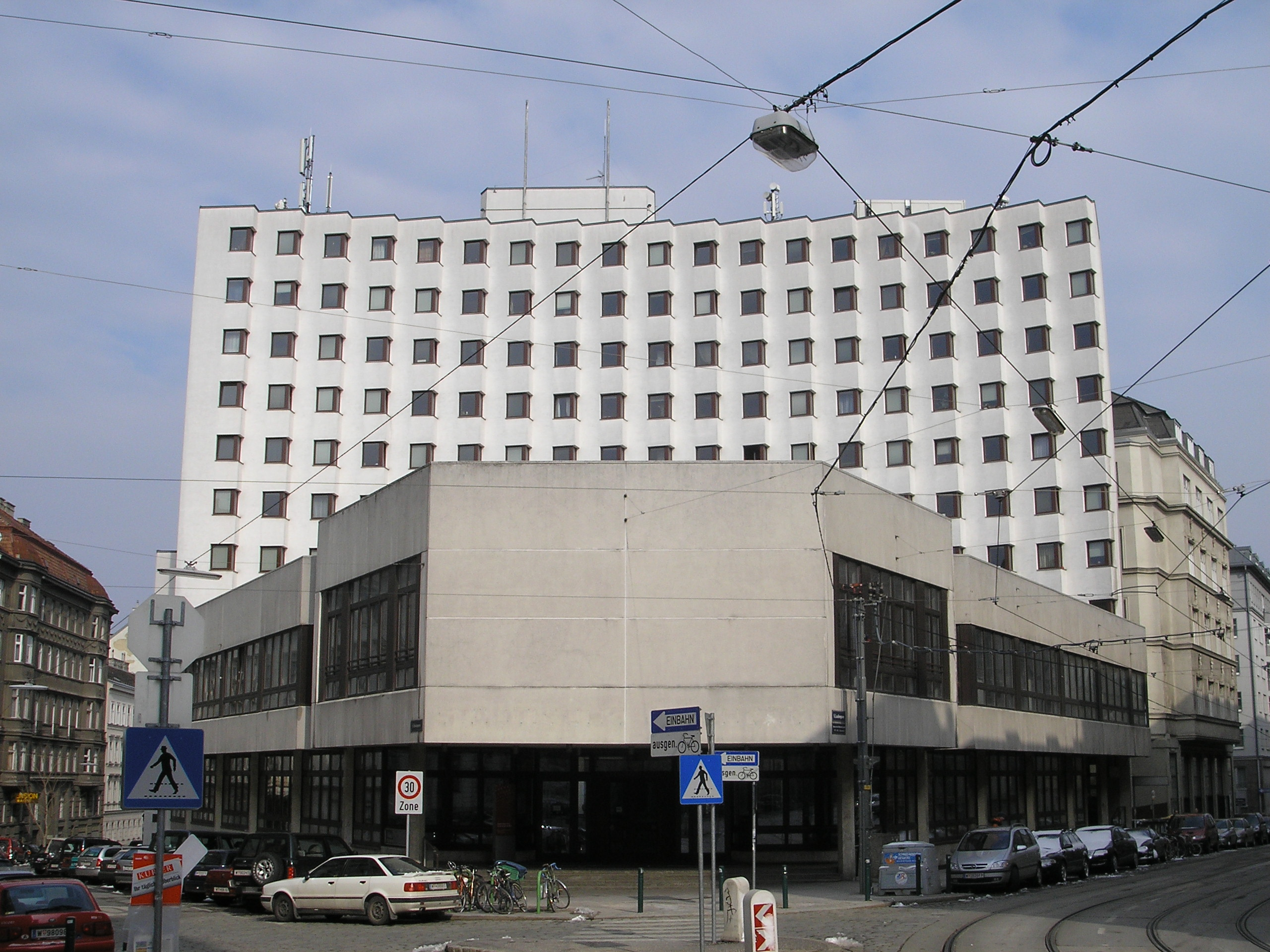
Haus des Buches, ab 1969 an der Stelle des Wiener Stadttheaters

Lipperts reiches berufliches Schaffen folgte in exemplarischen Maß dem Zeitgeist. Sein erster Auftrag (gemeinsam mit Kurt Klaudy, mit dem Lippert bis 1945 eine Ateliergemeinschaft verband) betraf den Kirchenbau St. Hubertus und St. Christophorus in Wien-Hietzing. 1936–1939 errichteten Lippert und Klaudy das Jagdschloss Kritschim für den bulgarischen Zaren Boris III., 1939–1945 Industriebauten und Werksiedlungen für das NS-Regime. 1947 war Lippert führend bei der Errichtung des Groß-Gemeindebaus Hugo-Breitner-Hof in Wien-Penzing beteiligt.

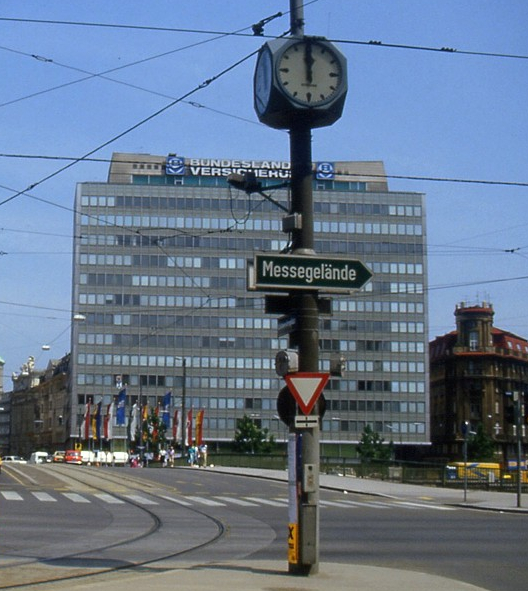
Zentrale der Bundesländerversicherung, ein Hochhaus mit Vorhangfassade, das nach wenigen Jahrzehnten wieder abgerissen wurde

In den 1960er und 1970er Jahren erreichte er seine größte Bekanntheit. Lippert war damals auch langjähriger Vorsitzender des Fachbeirats für Stadtplanung im Sinn der Wiener Bauordnung. Lippert errichtete unter anderem 1965 das Semperit-Zentrum (anstelle des Palais Erzherzog Rainer), 1965–1967 das Gebäude der Wiener Repräsentanz des Pharmaunternehmens Hoffmann-La Roche (anstelle des Palais Lanckoronski), 1973 das Winterthur-Haus neben der Wiener Karlskirche. Außerdem war Lippert am Neubau des Wiener Opernringhofs (anstelle des Heinrichshofs) und an jenem des (dritten) Wiener Dianabads beteiligt, errichtete das Haus des Buches (anstelle des Wiener Stadttheaters) und setzte in Lausanne 1966–1971 mit dem Hochhauskomplex Champ d'asile städtebauliche Akzente. Gegen Ende seiner beruflichen Laufbahn passte sich der zu den kommerziell führenden Wiener Großarchitekten zählende Lippert dem postmodernen Zeitgeist an und lieferte bei der Schließung einer Baulücke am Wiener Schwarzenbergplatz eine Stilkopie des im Krieg zerstörten Baus ab. Dieses Gebäude Schwarzenbergplatz 3 und andere Bauten Lipperts (etwa das Haus neben der Karlskirche oder das Raiffeisenhochhaus beim Wiener Stadtpark) standen in heftiger öffentlicher Diskussion, andererseits scheute auch Lippert selbst nicht kritische Stellungnahmen. So trat er in Fragen der Wiener Stadtplanung als Kontrahent zu Roland Rainers Konzeption einer polyzentrischen Struktur auf und engagierte sich verbal aber auch als Bauschaffender (Bundesländerversicherung, Raiffeisen-IBM-Komplex) im Sinne einer monozentrischen Erweiterung der City über den Donaukanal hinweg.
Der humanistisch gebildete und an Musik interessierte Architekt war mit Kollegen wie Clemens Holzmeister, Alvar Aalto, Erich Boltenstern und Oskar Kokoschka bekannt oder befreundet.

## Bauten

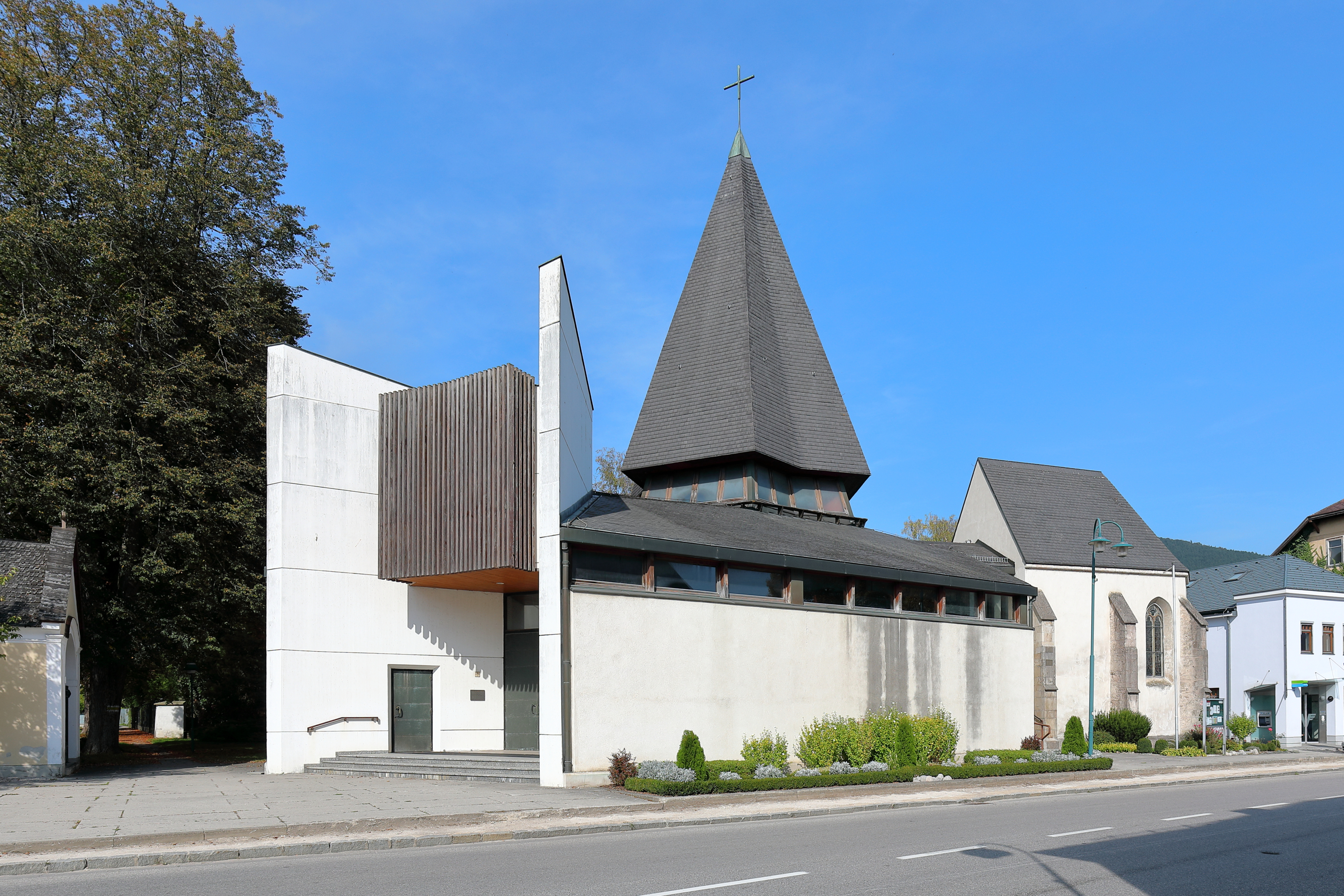
Pfarrkirche Pernitz

- 1934–1935: Pfarrkirche St. Hubertus und Christophorus in Wien (mit Kurt Klaudy)
- 1952–1960: Münzgrabenkirche in Graz-Jakomini
- 1959–1961: Verwaltungsgebäude Hoffmann-La Roche in Wien[4]
- 1961–1965: Semperit-Zentrum (jetzt  Zentrale der Wirtschaftskammer Österreich) in Wien-Wieden (mit Otto May; Umbau 1983, 2008)
- 1962–1963: Pfarrkirche zum heiligen Franz von Sales in Wien, in der Per-Albin-Hansson-Siedlung Nord
- 1969–1970: Zentralraum der Pfarrkirche Pernitz
- 1975–1978: Büro- und Betriebsgebäude der Austrian Airlines in Wien, Fontanastraße (2012 abgebrochen)
- 1981–1983: Innbrücke in Innsbruck (mit Willibald Zemler)